# Levitinia tacobi
Levitinia tacobi är en tvåvingeart som beskrevs av Chubareva och Petrova 1981. Levitinia tacobi ingår i släktet Levitinia och familjen knott. Inga underarter finns listade i Catalogue of Life.